# Делеција
Делеција је врста структурне аберације при којој долази до губитка дела хромозома. Делеције аутозома су увек штетне, а у хомозиготном стању и леталне. У хетерозиготном стању могу бити леталне зависно од значаја дела хромозома који је изгубљен.
Прву делецију описао је 1963. године Лејеуне са сарадницима на кратком краку хромозома 5 (синдром мачијег плача).
Релативно честе су делеције:
- кратких кракова хромозома: 4, 9, 11 и 19;
- дугих кракова хромозома: 11,  13 и 18.